# Un giorno ancora
Un giorno ancora è un adattamento televisivo del romanzo omonimo di Mitch Albom, un best seller del New York Times. Prodotto dalla Harpo Productions, il film è interpretato da Michael Imperioli ed Ellen Burstyn. 
Il regista Lloyd Kramer ha anche diretto nel 2004 una versione televisiva del romanzo Le cinque persone che incontri in cielo.
Nick Lachey esegue la canzone Ordinary Day nella colonna sonora del film. Il film è stato mandato in onda dalla ABC il 9 dicembre 2007; in Italia è stato trasmesso il 28 agosto 2013.